# Bernice Orwig
Bernice Jane Orwig (Anaheim, 24 novembre 1976) è un'ex pallanuotista statunitense, vincitrice di una medaglia d'argento ai giochi olimpici di Sydney 2000.

## Biografia
Bernice Orwig è stata un portiere di pallanuoto che ha aiutato gli USA a vincere una medaglia d'argento alle Olimpiadi di Sydney del 2000. Orwig ha giocato al college per la University of Southern California (USC), portandoli al titolo NCAA del 1999. Orwig ha vinto il Peter J. Cutino Award nel 1999 come migliore giocatrice di pallanuoto universitaria negli USA.
Orwig ha vinto una medaglia d'argento ai Giochi Panamericani del 1999 e ha gareggiato ai Campionati mondiali di acquatica del 2001. Nel 2005 si è ritirata come giocatrice ed è diventata allenatrice, iniziando come assistente al Golden West College di Huntington Beach, California. Ha anche iniziato ad allenare la squadra nazionale juniores degli USA nel 2005. In seguito ha allenato alla U Cal Berkeley, alla University of Michigan e alla USC.